# David Schneider (Schauspieler)

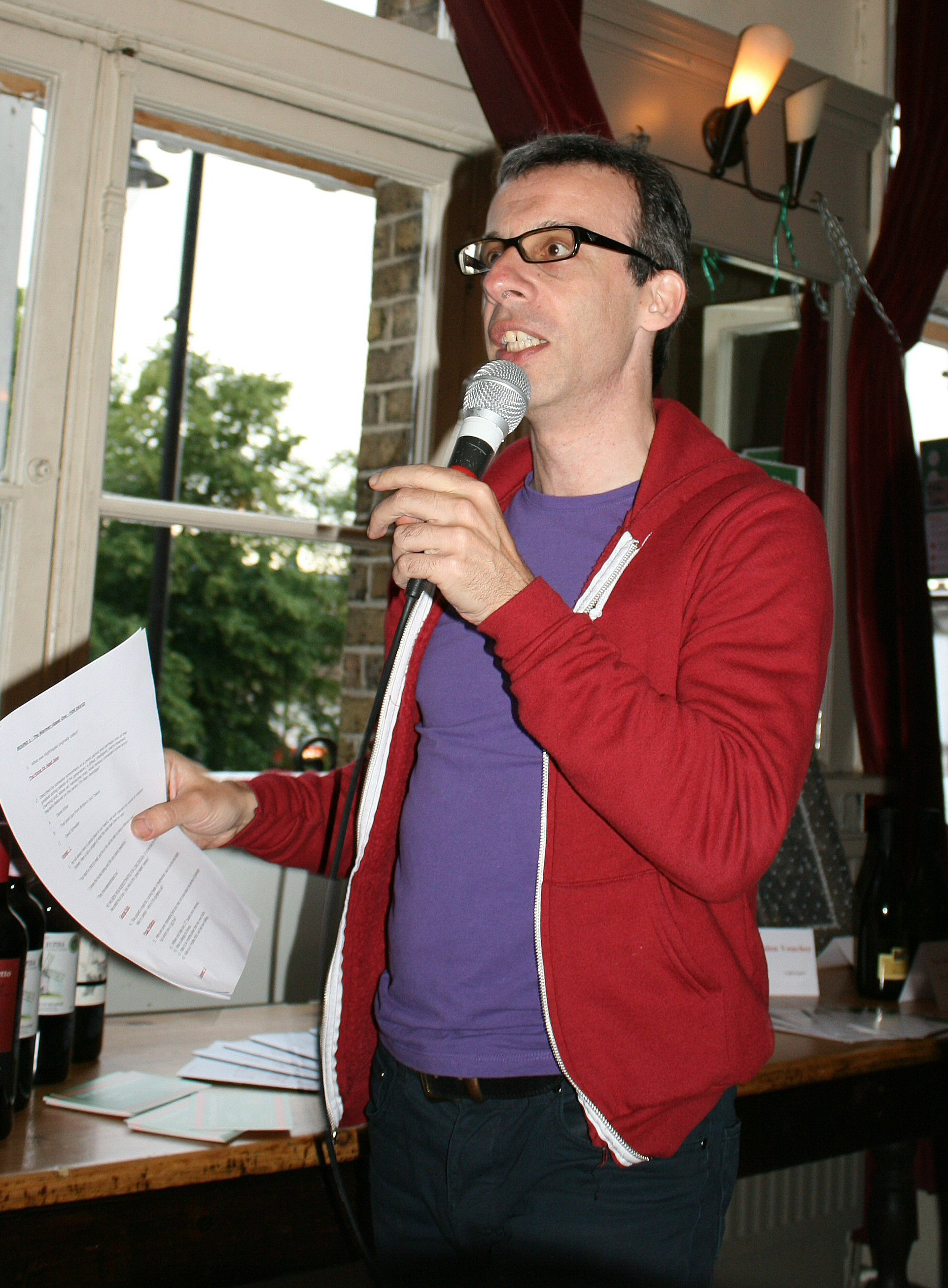
David Schneider in London (2011)

David Schneider (* 22. Mai 1963 in London) ist ein britischer Schauspieler und Komiker.

## Leben
David Schneider studierte Moderne Fremdsprachen an der Universität Oxford. Außerdem studierte er für ein Ph.D. für Jüdisches Theater. Während seiner Zeit an der Universität führte Schneider überwiegend Slapstick vor, das mit dem Trend zu Stand-up-Comedy in Comedy-Live-Performances in den 1980er Jahren kontrastierte.
Schneider spielte in einer Episode des britischen Kollegen Mr. Bean einen kurzen Cameo-Auftritt, in dem er einen Judo-Meister darstellte. Außerdem hatte Schneider kleine Rollen in Filmen wie The Saint – Der Mann ohne Namen, 28 Days Later, Ritter aus Leidenschaft oder Mission: Impossible.
Er schrieb das Drehbuch für die Kriegskomödie Die Männer Ihrer Majestät (2001).
Schneider ist mit Emma Perry verheiratet, einer Töpferin, die früher als Model arbeitete.

## Filmografie
- 1993: Der Prozeß (The Trial)
- 1996: Mission: Impossible
- 2002: 28 Days Later
- 2010: Alles koscher! (The Infidel)
- 2012: Whitechapel (Fernsehserie, 2 Folgen)